# Berry (Quebec)
Berry es un municipio canadiense situado en la provincia de Quebec.

## Superficie
Berry tiene una superficie de 575,07 km².

## Demografía
En 2021, tenía 535 habitantes, una densidad poblacional de 0,9 hab./km², y 283 viviendas.